# Єрмаковський район
Єрмаковський район (рос. Ермаковский район) — адміністративна одиниця та муніципальне утворення в південній частині Красноярського краю. Адміністративний центр — село Єрмаковське.

## Географія

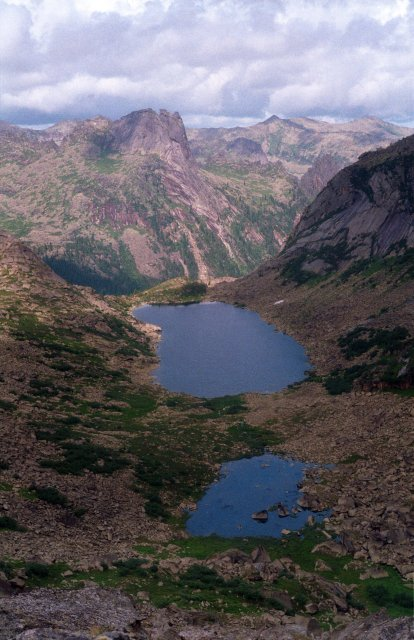
Озеро Гірських Духів, хребет Єргакі

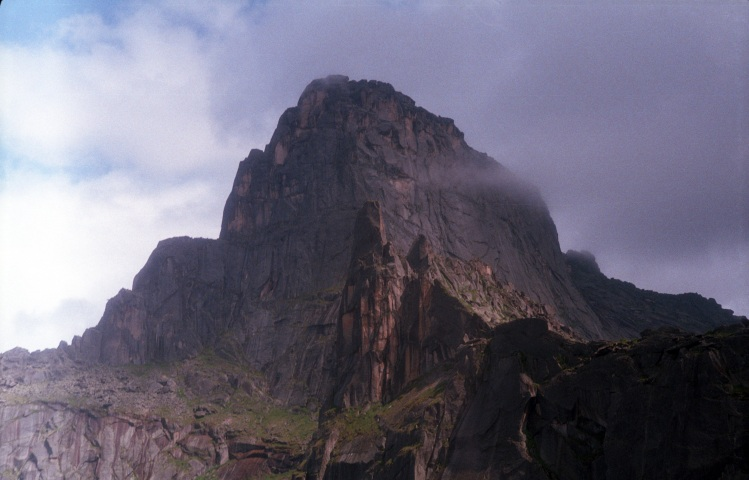
Західний Саян, хребет Єргакі, пік Зоряний

Єрмаковський район розташований в південній частині Красноярського краю, в басейні правих приток річки Єнісей - річок Ус і Оя. Площа району - 17.652 км², довжина з півночі на південь - 185 км, із заходу на схід - 205 км. На півдні Єрмаковський район межує з республікою Тива, на півночі і заході - з Шушенським районом, на сході - з Каратузьким районом Красноярського краю.
Велика частина території району розташована в центрі Західно-Саянських гір.
Висота над рівнем моря в північній частині району коливається від 200 до 400 метрів. У південній частині розташовуються високі гірські хребти Західних Саян - Кулумис, Ойський, Араданський, Куртушибінський, Єргакі, Мирський, Метугул-Тайга иа інші. Їх середня висота 1000-1500 метрів. Найвища точка району (бл. 2600 метрів) знаходяться на лівому березі Єнісею, на відрогах осьового Саянського хребта.
Територія Єрмаковського району майже не порушена господарською діяльністю, тут розташовуються Державний природний біосферний заповідник «Саяно-Шушенський», природний парк «Єргакі», який заслужено називають перлиною Сибіру, 1 заказник та 7 пам'яток природи крайового значення.

## Історія
Район утворений 4 квітня 1924 року. У 1956 році був приєднаний Усинський район.